# Beatriz Martins
Beatriz Martins (Sines, 15 de mayo de 1994) es una deportista portuguesa que compite en gimnasia en la modalidad de trampolín.
Ganó una medalla de bronce en el Campeonato Mundial de Gimnasia en Trampolín de 2021 y dos medallas de bronce en el Campeonato Europeo de Gimnasia en Trampolín, en los años 2016 y 2018.
En los Juegos Europeos de Bakú 2015 obtuvo una medalla de bronce en la prueba sincronizada.

## Palmarés internacional
| Campeonato Mundial | Campeonato Mundial  | Campeonato Mundial | Campeonato Mundial |
| Año                | Lugar               | Medalla            | Prueba             |
| ------------------ | ------------------- | ------------------ | ------------------ |
| 2021               | Bakú (Azerbaiyán)   | Medalla de bronce  | Sincronizado       |
| Juegos Europeos    |                     |                    |                    |
| Año                | Lugar               | Medalla            | Prueba             |
| 2015               | Bakú (Azerbaiyán)   | Medalla de bronce  | Sincronizado       |
| Campeonato Europeo |                     |                    |                    |
| Año                | Lugar               | Medalla            | Prueba             |
| 2016               | Valladolid (España) | Medalla de bronce  | Sincronizado       |
| 2018               | Bakú (Azerbaiyán)   | Medalla de bronce  | Equipo             |